# Microcharops lissopleurum
Microcharops lissopleurum là một loài tò vò trong họ Ichneumonidae.